# HPK
HPK (Hämeenlinnan Pallokerho) är en ishockeyklubb från Tavastehus i Finland. Klubben grundades 1929, då under namnet Hämeenlinnan jääpalloseura, men bytte namn till HPK redan 1930. I början fokuserade klubben på bandy men flera sporter lades till. På 1950-talet föll bandyn bort till förmån för ishockeyn. Se även Hämeenlinnan Pallokerho.
HPK föll ur mästerskapsserien 1960 efter att ha fått två medaljer i början av femtiotalet. Laget låg högt uppe i tabellerna i första division men lyckades inte nå FM-ligan förrän i slutet av åttiotalet. HPK hade varit i ligan en säsong 1984 men det var inte förrän ligan 1989 expanderade med två lag som HPK lyckades ta sin plats i ligan. 1991 fick HPK sin första medalj på nästan fyrtio år och 2006 vann HPK sitt första guld. HPK vann sitt andra guld 2019 då man vann finalserien med 4-3 mot Kärpät.

## Frysta nummer
- 02 Eero Salisma
- 09 Jyrki Louhi
- 13 Marko Palo
- 17 Juha Hietanen (sonen Juuso Hietanen får använda numret)
- 18 Hannu Savolainen
- 36 Marko Tuulola (sonerna Joni och Eetu Tuulola får använda numret)

### Fotnoter
1. ↑  Pamela Friström (22 april 2006). ”HPK knep sitt första ligaguld”. Svenska Yle. https://svenska.yle.fi/artikel/2006/04/22/hpk-knep-sitt-forsta-ligaguld. Läst 21 mars 2017.